# Staromoguiliovski
Staromoguiliovski - Старомогилëвский (rus) - és un khútor, un poble, de la República d'Adiguèsia, a Rússia. Es troba a 14 km al sud-est de Takhtamukai i a 82 km al nord-oest de Maikop, la capital de la república.
Pertany al municipi de Xendji.